# Hideo Minaba
Hideo Minaba (皆葉 英夫)  (2 de agosto de 1971 en Tokio) es un director artístico de videojuegos japoneses.   Es sobre todo conocido por su trabajo en la serie Final Fantasy.   Es actualmente presidente de Designation Co.[¿cuándo?]

## Biografía
Hideo Minaba nació el 2 de agosto de 1971 en Tokio.   Es contratado en Square en 1990 y comienza a trabajar en Final Fantasy V, ocupándose de los gráficos de los terrenos.   Después forma parte de uno de los cuatro directores artísticos en Final Fantasy VI (1994).   Trabaja a continuación en Super Mario RPG: Legend of the Seven Stars (1996), luego es llamado por Yasumi Matsuno para supervisar los gráficos de su nuevo proyecto, Final Fantasy Tactics, la primera adaptación de la licencia Final Fantasy en un juego de rol táctico.  
A continuación, Hironobu Sakaguchi y Hiroyuki Ito le nombran director artístico en Final Fantasy IX.   Es el jefe de diseño más tarde de Final Fantasy Tactics Advance (2003) y de nuevo director artístico de Final Fantasy XII (2006), ambas dirigidas por Matsuno.  
En 2004, mientras estaba trabajando en Final Fantasy XII, decidió dejar de Square Enix para fundar su propia compañía, Designation Co., se especializa en la dirección artística de los videojuegos.   Su antiguo jefe Hironobu Sakaguchi es el primero en solicitar sus servicios para su joven compañía Mistwalker.   Con Designation, trabajó en proyectos de Sakaguchi como Blue Dragon (2006), Lost Odyssey (2007) o ASH: Archaic Sealed Heat (2007).  

## Lista de juegos
- 1992 : Final Fantasy V, gráficos de terrenos
- 1994 : Final Fantasy VI, director artístico
- 1996 : Super Mario RPG: Legend of the Seven Stars, coordinador de gráficos
- 1997 : Final Fantasy Tactics, supervisor artístico, creación de los terrenos
- 1998 : Parasite Eve, gráficos del tutorial
- 2000 : Final Fantasy IX, director artístico
- 2003 : Final Fantasy Tactics Advance, diseñador en jefe
- 2006 : Final Fantasy XII, director artístico
- 2006 : Blue Dragon, creador de los monstruos
- 2007 : Lost Odyssey, arte conceptual, diseño de vestuario
- 2007 : ASH: Archaic Sealed Heat, creador de los personajes
- 2008 : Little King Story, creador de los personajes
- Portal:Videojuegos. Contenido relacionado con Videojuegos.

- Datos: Q3135267